# ليبشتات (ساكسونيا)
ليب اشتات (بالألمانية: Liebstadt) هي قرية و بلدة ألمانية تقع في ألمانيا في سويسرا السكسونية-جبال الخام الشرقية ‏.  يقدر عدد سكانها بـ 1,371 نسمة .